# World of Warcraft: Warlords of Draenor
World of Warcraft: Warlords of Draenor (littéralement : « Les Seigneurs de guerre de Draenor ») est la cinquième extension du jeu de rôle en ligne massivement multijoueurs World of Warcraft. Elle a été annoncée le 8 novembre 2013 et est sortie le 13 novembre 2014.
L'extension est la suite directe de Mists of Pandaria.

## Synopsis
Garrosh Hurlenfer fut emprisonné à la suite de sa défaite au siège d'Orgrimmar. Il parvint à s'enfuir et à rejoindre l'Outreterre du passé (Draenor). Par la suite, il rejoindra son père, l'empêchant de boire le sang de Mannoroth et sauva son peuple de la corruption. Garrosh et son père Grommash rallieront les clans de Draenor afin de fonder la Horde de Fer, faction destructrice menaçant d'envahir le monde d'Azeroth.

## Nouveautés
Les nouveautés annoncées à la BlizzCon 2013 pour cette extension sont :
- Nouveau continent : Draenor (comportant 7 zones) ;
- Nouveaux donjons, raids, monstres ;
- Refonte de l'apparence des races jouables ;
- Niveau maximum augmenté à 100 ;
- Nouveau système de raid et de donjon[2] ;
- Possibilité de posséder sa propre zone (appelée « fief » sur les royaumes français) avec ses propres PNJs

## Événements précédant la sortie
Le 15 octobre 2014, le patch 6.0.2, la Vague de Fer, est disponible. Il comprend outre l'interface de la nouvelle extension et un donjon temporaire de niveau 90, pour préparer la sortie de Warlords of Draenor.

## Musique
La participation composée par Eímear Noone pour le jeu remporte le prix du Meilleur jeu vidéo aux Hollywood Music in Media Awards 2014.